# Lilla Stentjärnen, Dalarna
Lilla Stentjärnen är en sjö i Smedjebackens kommun i Dalarna och ingår i Norrströms huvudavrinningsområde.